# Embalse de La Barca

El embalse de La Barca, también conocido como embalse de Calabazos, es un embalse español situado en el centro - occidente asturiano, sobre el cauce del río Narcea. 

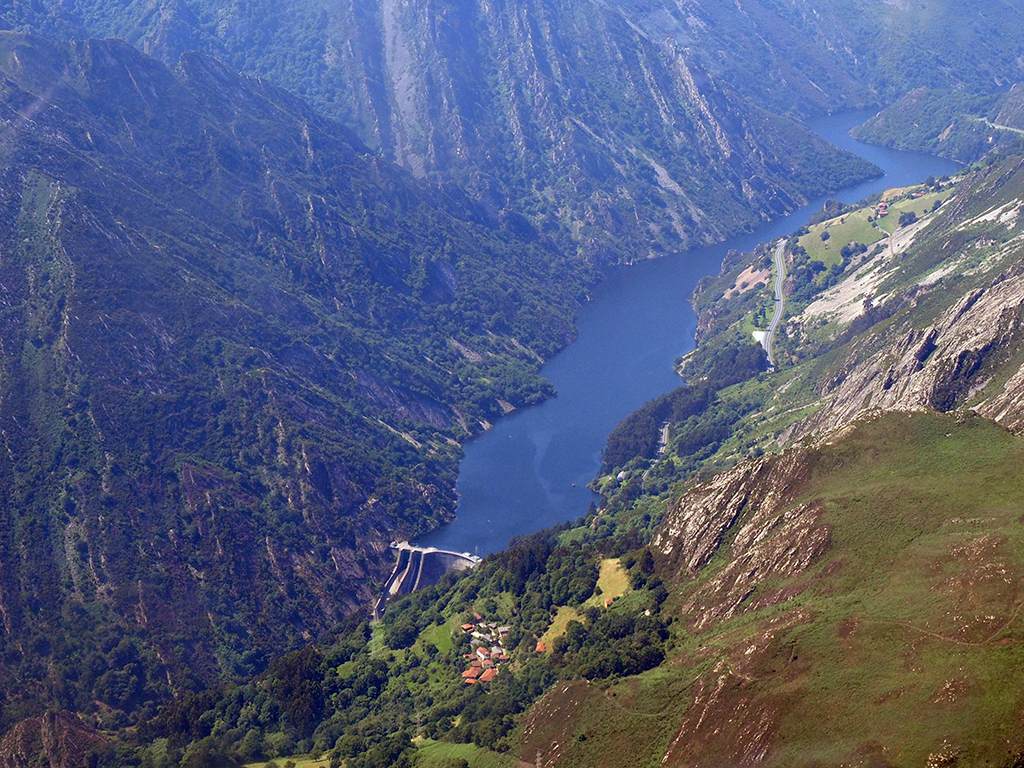
Vista aérea de la Presa de Calabazos.

 Fue inaugurado en el año 1966 y tiene una capacidad de 33,16 hm³. Junto con el embalse de La Florida, constituye el único aprovechamiento hidroeléctrico del Narcea a gran escala .
Su presa, construida entre 1959 y 1966, es de tipo bóveda y tiene 73,5 metros de altura. Se sitúa en el límite entre los concejos de Tineo y Belmonte de Miranda, muy cerca también del límite con el concejo de Salas. Sin embargo, gran parte de la superficie del embalse, de 200 ha, se sitúa en terrenos de Tineo.
La construcción del embalse supuso la inundación del pueblo de Bebares, que contaba con once viviendas; únicamente permanecieron por encima del nivel de las aguas cinco de ellas.
Su aprovechamiento es casi exclusivamente hidroeléctrico, abasteciendo a la Central hidroeléctrica de la Barca, aunque también se usa para actividades de recreo.
Medioambientalmente, supone una barrera física inquebrantable para las especies autóctonas que habitan el río, especialmente para el Salmón, lo que merma sensiblemente el número de ejemplares al verse afectado su ciclo vital en su remonte hacia las aguas montañosas y oxigenadas para su reproducción.

## Central hidroeléctrica de La Barca
La central hidroeléctrica de La Barca se encuentra situada en el interior de la presa del embalse del mismo nombre. Fue puesta en funcionamiento en 1967 por Hidroeléctrica del Cantábrico, hoy HC Energía, y entonces contaba con dos grupos generadores de 26,8 MW cada uno. En 1974, entró en funcionamiento el tercer grupo de 2,48 MW, lo que supone una potencia total de 56 MW. Dispone de turbinas tipo Francis vertical y el caudal máximo de circulación es de 104,3 m³/s.
En año medio, produce una energía de 135 GWh.
En la cola del embalse se encontraba también la central térmica del Narcea, con una potencia eléctrica bruta de 586 MW.